# Vulkanfahne
Dieser Artikel wurde wegen inhaltlicher Mängel auf der Qualitätssicherungsseite des Portals Geowissenschaften eingetragen. Dies geschieht, um die Qualität der Artikel im Themengebiet Geowissenschaften zu steigern. Bitte hilf mit, die Mängel zu beseitigen, oder beteilige dich an der Diskussion. (+)

Begründung: Die Definition des Lemmas ist unbelegt und wahrscheinlich mindestens unvollständig. In der Diskussion kamen Zweifel daran auf, ob der Begriff überhaupt lemmafähig ist. In dem als Quelle dienenden Artikel kommt er eher am Rande vor. Der Inhalt des Artikels passt unter Vulkanisches Gas. Eine andere Lesart ist, dass eine Weiterleitung nach Eruptionssäule ausreichen würde, was mangels beteiligten Expertenwissens jedoch nicht sicher ist. --Sitacuisses (Diskussion) 23:13, 26. Dez. 2012 (CET)

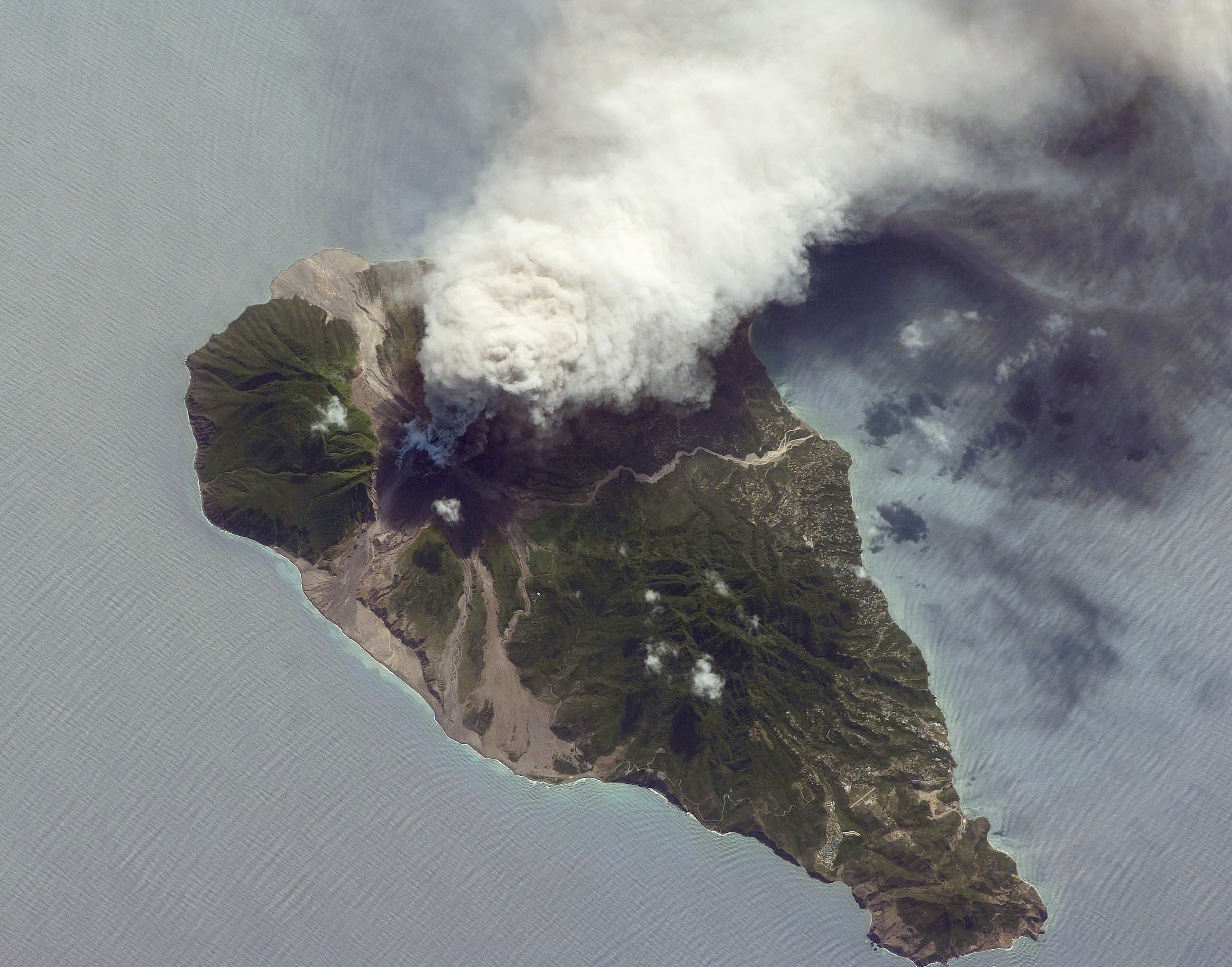
Nicht nur Asche: Kondensierender Wasserdampf, vorher gasförmig aus dem Krater entwichen, zeigt, wie der Wind die heißen aufsteigenden Gase zu der typischen Vulkanfahne verweht. Hier der Vulkan Soufrière Hills auf Montserrat.

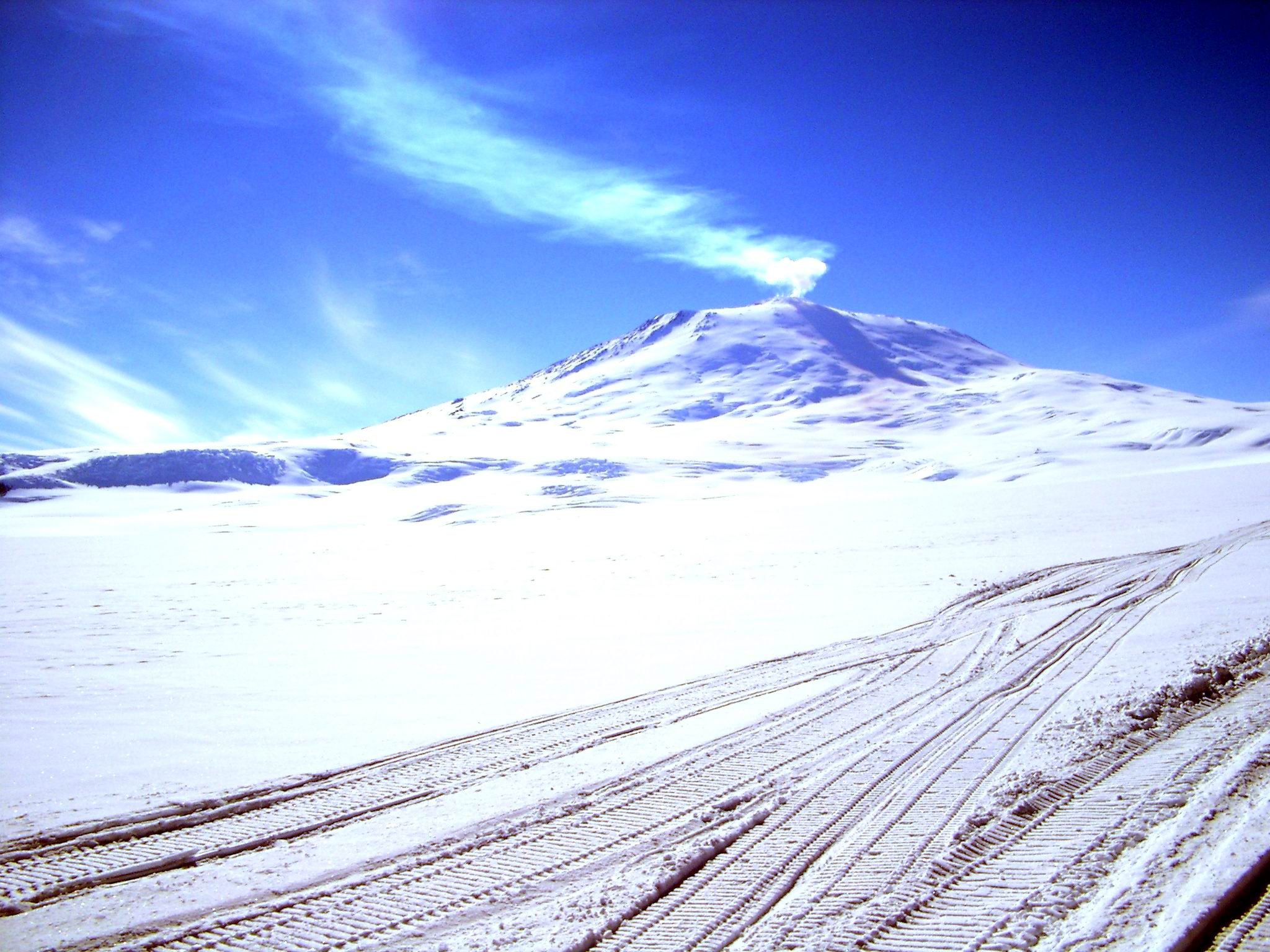
Kondensierender Wasserdampf zeigt die Vulkanfahne des Mount Erebus, Ross-Insel, Antarktis

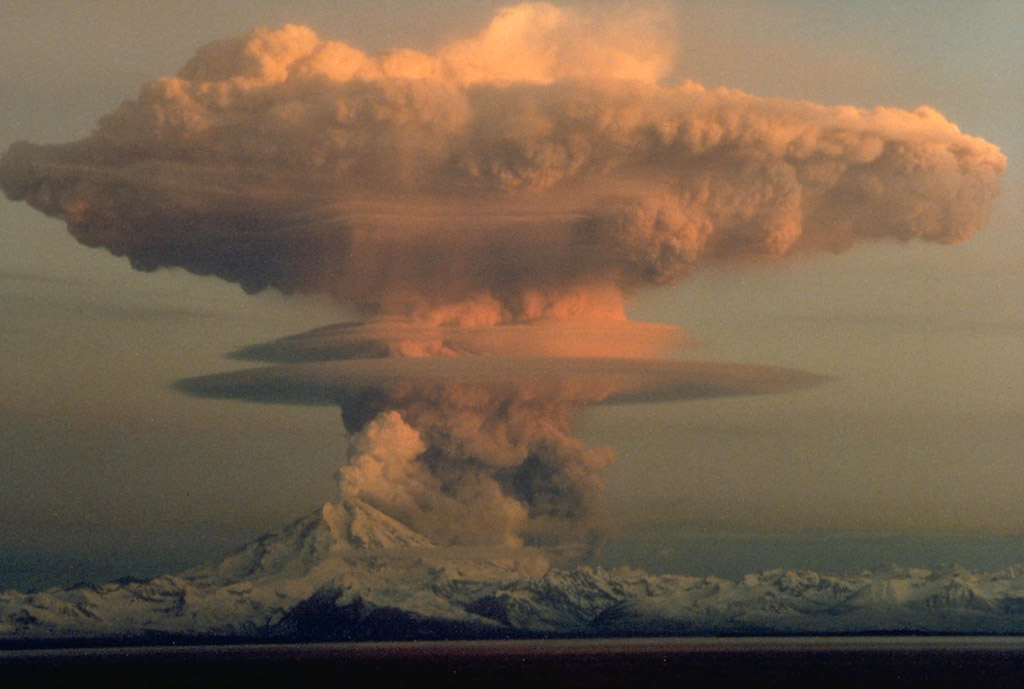
Eruptionssäule des Mount Redoubt am 21. April 1990, Alaska

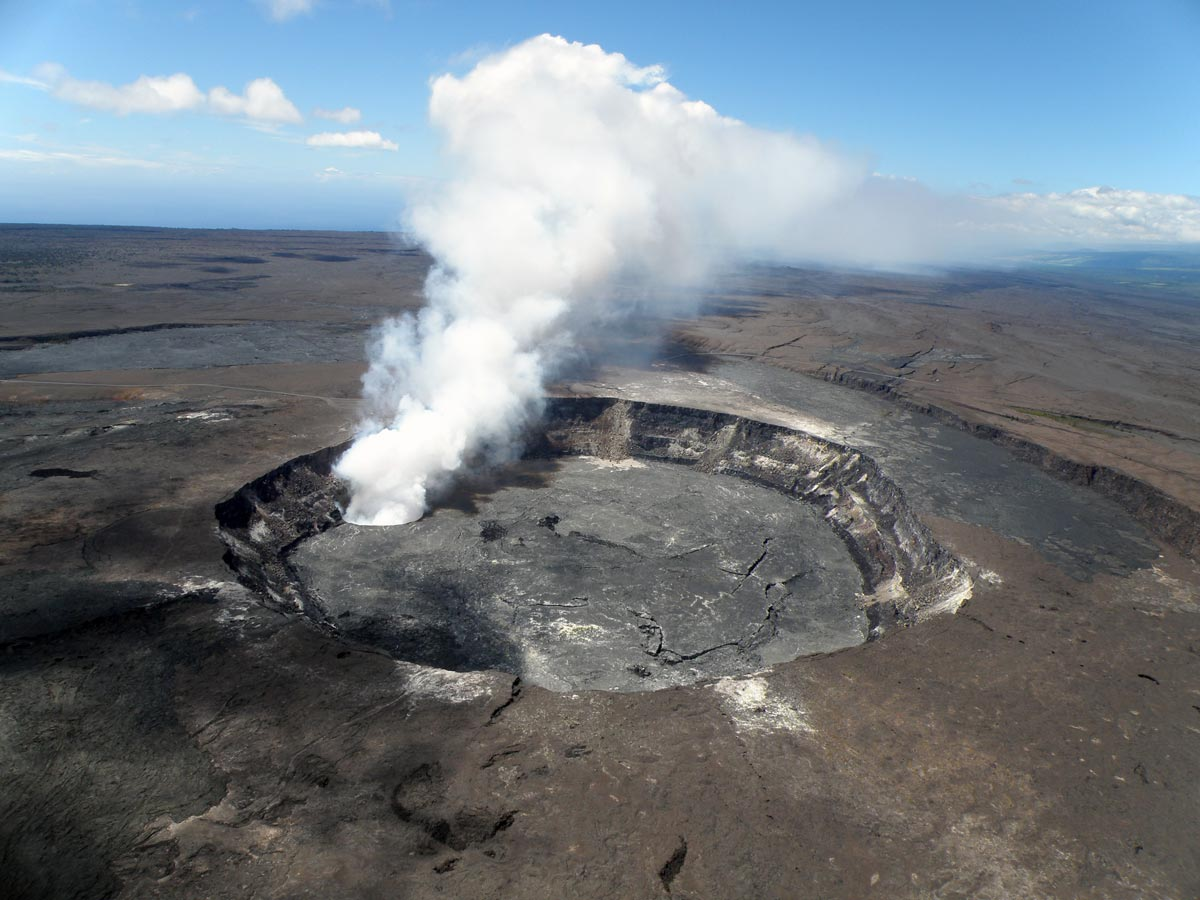
Vulkanfahne des Halemaʻumaʻu-Kraters in der Caldera des Kīlauea-Vulkans im Hawaiʻi-Volcanoes-Nationalpark

Als Vulkanfahne werden in der aktuellen Vulkanologie die Emissionen bezeichnet, die ein Vulkan in die Atmosphäre abgibt. Diese bestehen manchmal aus festen Partikeln (Vulkanische Asche) und immer auch aus vulkanischem Gas. Während der Begriff umgangssprachlich oft nur die sichtbare Wolke meint, die von einem Vulkan ausgeht, bezeichnen Vulkanologen damit auch die für das Auge unsichtbaren, nur mit ihren Instrumenten sicht- und messbaren Gasemissionen, die Vulkane z. T. dauernd auch außerhalb von Ausbrüchen und sichtbaren Aktivitäten abgeben.
Während eines Vulkanausbruchs, meist einer Zeit sehr starker Emissionen, wenn Lava und Lavafragmente mit hohem Druck z. T. hunderte Meter hoch in die Atmosphäre geschleudert werden, bezeichnet man die Vulkanfahne als Eruptionssäule.
In der Literatur wird das Phänomen vulkanischer Emissionen in die Atmosphäre auch mit den Begriffen Rauchfahne oder vulkanische Emissionen bezeichnet.
Die Vulkanasche-Emissionen werden heute bevorzugt mit Lidar (Light Detection And Ranging) gemessen, einem Fernerkundungsinstrument, das mit Hilfe von Laserstrahlen die Konzentration der Staubpartikel in der Aschewolke messen kann. In der breiten Öffentlichkeit wurde dieses Verfahren bekannt, als 2010 das Deutsche Zentrum für Luft- und Raumfahrt (DLR) mit Hilfe eines Lidar, montiert auf einer Falcon 20E, die als Forschungsflugzeug des DLR, die Vulkanfahne des Vulkans Eyjafjallajökull vermaß, um festzustellen, ob der Luftraum wieder für Flugzeuge sicher war.
Die Gasemissionen von Vulkanen werden seit etwa 150 Jahren untersucht. Es hat sich gezeigt, dass fast alle Vulkane Wasserdampf (H2O), Kohlendioxid (CO2), Schwefeldioxid (SO2) und Wasserstoffchlorid (HCl) ausgasen. Die Messungen der Gasemissionen werden heute bevorzugt mittels der Technik der Differenziellen optischen Absorptionsspektroskopie durchgeführt.
Nach heutiger Kenntnis geht man davon aus, dass Halogene in heißem Magma deutlich besser löslich sind als Schwefel, während Schwefel deutlich besser löslich ist als Kohlendioxid. Beim Aufsteigen des Magmas wird daher zuerst das Kohlendioxid ausgegast, dann gasförmiger Schwefel und zuletzt Halogene wie Chlor, Brom und Fluor. Brommonoxid wurde zuerst 2002 in einer Vulkanfahne nachgewiesen, und zwar der des Vulkans Soufrière Hills auf der Karibikinsel Montserrat.

## Wirkungen und Dimensionen
Vulkane üben über lange und im Einzelfall auch über kurze Zeiträume mit ihren Gasemissionen einen großen Einfluss auf das Leben auf der Erde aus.
- Über geologische Zeiträume hinweg betrachtet stellen vulkanische CO2-Emissionen einen potentiellen Klima-Rückkopplungsmechanismus dar, der die Erde wahrscheinlich vor einer dauerhaften globalen Vereisung bewahrt hat.
- Im Bereich von Jahren kann die Emission von Spurenstoffen und Asche hingegen zu einer stark verminderten Sonneneinstrahlung und damit Abkühlung am Erdboden führen. So wurde 1991 in den Jahren nach der Eruption des philippinischen Vulkans Pinatubo eine Abnahme der atmosphärischen Temperaturen um etwa 0,5 Grad gemessen.
- Ein besonderes eindrucksvolles Beispiel für die verheerende Wirkung von Vulkanausbrüchen auf das Klima stellt das sogenannte Jahr ohne Sommer dar (1816), in dem es in Nordamerika und Europa zu teilweise katastrophalen Missernten und Hungersnöten kam. Auch in Eisbohrkernen lassen sich Ascheschichten großer Vulkanausbrüche nachweisen, die mit verminderten Temperaturen verbunden waren.[5]

Ein Beispiel für die Dimension der Gasemissionen in Vulkanfahnen ist der Vulkan Popocatépetl, der etwa 60 km von der 20-Mio.-Einwohneragglomeration Mexiko-Stadt entfernt ist. In Zeiten erhöhter Aktivität etwa im Zeitraum zwischen März 1996 und Januar 1998 hatte der Popocatépetl wiederholt Ausbrüche, bei denen zeitweise über 10.000 Tonnen Schwefeldioxid pro Tag in die Atmosphäre gelangten. Das entsprach etwa einem Viertel der gesamten anthropogenen – vom Menschen verursachten – Schwefelemissionen Europas und etwa der Hälfte der Emissionen Mittel- und Südamerikas zusammen.
Vulkane stoßen große Mengen Halogene wie etwa Brom oder Chlor aus, die einen erheblichen Einfluss auf den Ozonhaushalt haben.

## Mengenbestimmung der austretenden Gase
Die Emissionsrate eines Gases aus einem Vulkan bestimmen die Wissenschaftler dadurch, dass sie zunächst die Gesamtmenge der Substanz in einem Querschnitt der Fahne senkrecht zur Ausbreitungsrichtung mit der DOAS-Methode messen und diese dann mit der Windgeschwindigkeit multiplizieren. Die Emissionsrate gibt z. B. an, wie viel SO2 pro Sekunde, Tag oder Jahr ausgestoßen wird.
Die Windgeschwindigkeit wurde früher ermittelt durch Windmessungen am Boden oder am Kraterrand. Diese erwiesen sich aber als aufwendig, ungenau und manchmal sogar gefährlich. Die erhaltenen Daten waren auch nur bedingt repräsentativ für die tatsächlich in der Vulkanfahne herrschende Windrichtung und Geschwindigkeit. Heute wird das DOAS-Verfahren für die sogenannte Korrelationsmethode verwendet, wobei das DOAS-Gerät in schnellem Wechsel auf zwei windabgewandte Blickrichtungen gerichtet wird. Das Verfahren nutzt die Tatsache aus, dass die Vulkanfahne nicht homogen durchmischt ist und die Gase eher ungleichmäßig verteilt sind. Somit ergibt sich für jede der Blickrichtungen eine strukturierte Zeitreihe. Jedes Mal, wenn eine Wolke mit erhöhter Schwefeldioxidkonzentration vorbeizieht, meldet erst der eine, kurze Zeit später der andere Messpunkt ein Maximum.
Der Zeitversatz entspricht der Zeit, die die Vulkanfahne benötigt, um von der einen Blickrichtung zur anderen zu gelangen. Aufgrund der Kenntnis des Winkels zwischen den Blickrichtungen und den Abstand zur Vulkanfahne, kennt man damit auch den Abstand der zwei Blickrichtungen voneinander in der Fahne. Die Windgeschwindigkeit errechnet sich demnach aus dem Quotienten von Abstand und Zeitversatz.

## Entwicklung der Forschung
In neuerer Zeit wurden die Instrumente zu Beobachtung von Vulkanemissionen deutlich verbessert. 2001 nahmen Forscher der Arbeitsgruppe Atmosphäre und Fernerkundung des Instituts für Umweltphysik der Universität Heidelberg zusammen mit Wissenschaftlern der Chalmers University of Technology, Göteborg, Schweden ersten Mal DOAS-Messungen in Vulkanfahnen vor. Zwar waren spektroskopische Messungen von Schwefeldioxid in Vulkanfahnen mit anderen Verfahren schon seit den 1970ern durchgeführt werden, jedoch erlaubte die neue Methode die Konstruktion viel kleinerer und dadurch handlicherer Instrumente. Auch konnten die Forscher zum ersten Mal neben Schwefeldioxid auch eine Vielzahl weiterer Spurengase, wie zum Beispiel Halogen- und Stickoxide, detektieren.
Das unterschiedliche Lösungsverhalten der verschiedenen Gase im Magma hat zu der Überlegung geführt, ob Veränderungen der Gasemissionen Hinweise über das Verhalten des Magma geben könnten, z. B. Aufsteigevorgänge anzeigen und damit auch Ausbrüche ankündigen könnten. Hierzu fanden und finden Forschungen mittels systematischer Messungen statt, z. B. am Popocatepetl (Mexiko), Masaya (Nicaragua), Ätna (Italien), Gorely, Mutnovsky (beide Kamtschatka) und Nyiragongo (Kongo). Am Popocatepetl, Masaya und Ätna wurden Dauermessstationen eingerichtet.
Stark verbessert wurden auch die Möglichkeiten vulkanische Emissionen mit Hilfe von Satelliten zu messen. Seit dem Start des Global Ozone Monitoring Experiments (GOME) im Jahr 1995 haben sich durch die verbesserte spektrale Abtastung die Nachweisgrenzen deutlich verringert. Weitere Instrumente mit ähnlichen Eigenschaften (SCIAMACHY, OMI, GOME-2) sind später hinzugekommen. Durch diese stark verbesserte Nachweisgrenzen und die umfassende räumliche Abdeckung eröffnen moderne Satelliteninstrumente einen erheblich erweiterten Zugang zur globalen Überwachung der Vulkanaktivität und Quantifizierung ihrer Emissionen. So kann etwa der atmosphärische Transport von Vulkanemissionen oft über mehrere Tage hinweg anhand von Satellitenbeobachtungen verfolgt werden (in Einzelfällen über Zeiträume bis über einen Monat). Dadurch ließen sich Einflüsse von Vulkanen von regionaler bis globaler Skala untersuchen. Außerdem konnten Vulkane in entlegenen Regionen durch Satellitenbeobachtung überhaupt zum ersten Mal vermessen werden.

## Außerirdische Vulkanfahnen: der Jupitermond Io

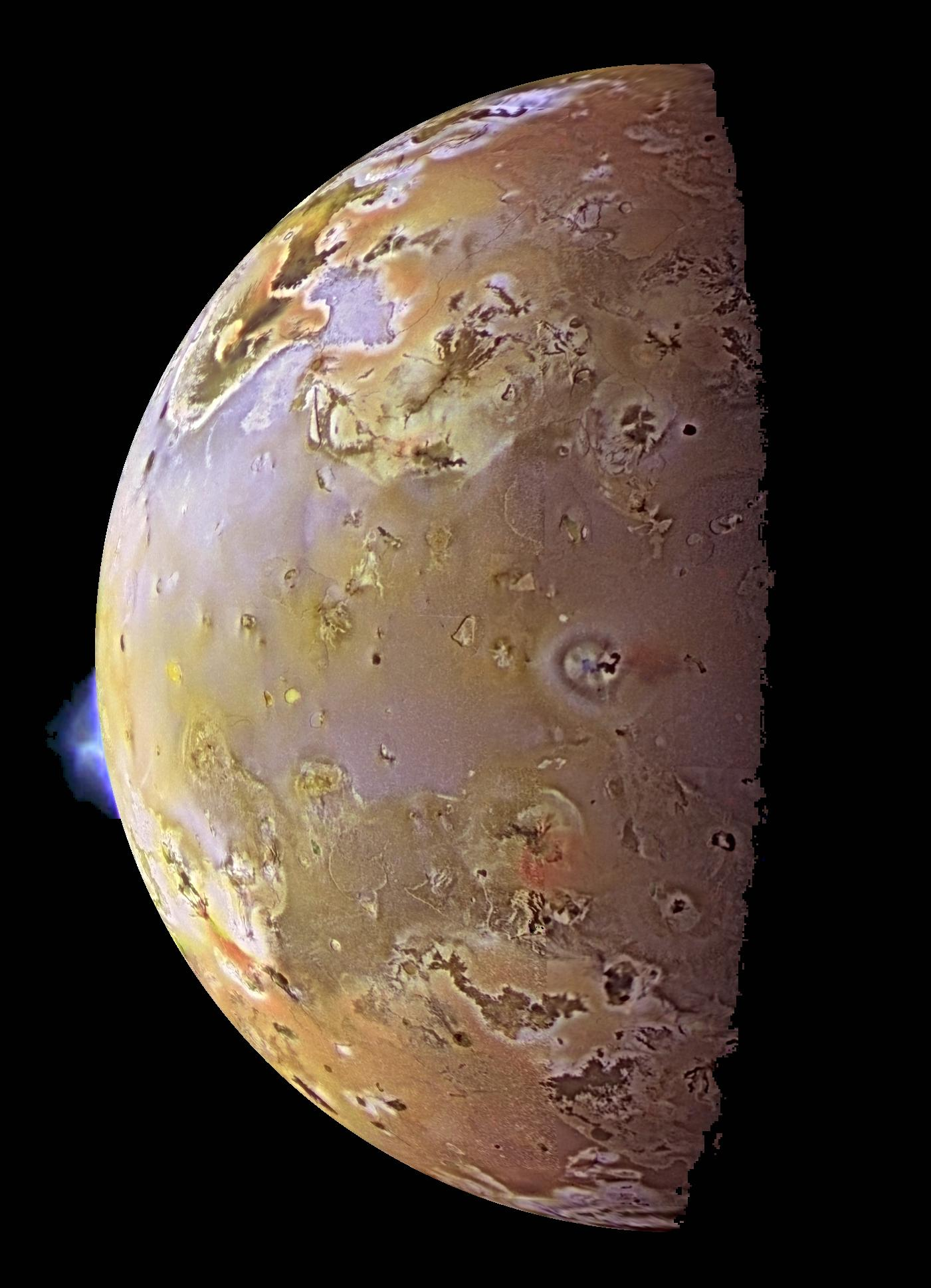
Zwei Vulkanfahnen auf Jupitermond Io

Auf dem Jupitermond Io entdeckte man drei Vulkanfahnen, zwei kleine, die von den Vulkanen Prometheus und Amirani ausgehen, und die bis 290 Kilometer hochreichende Vulkanfahne des Tvashtar. Siehe auch Vulkanismus auf dem Jupitermond Io.